# Venus (canção de Lady Gaga)
"Venus" é uma canção da cantora norte-americana Lady Gaga, gravada para o seu terceiro álbum de estúdio Artpop. Foi composta e produzida pela própria, com auxílio de Paul Blair, Hugo Leclercq, Dino Zisis, Nick Monson e Herman Blount na escrita. Após a sua versão de estúdio ter sido divulgada através do serviço Vevo a 27 de Outubro de 2013, foi disponibilizada no dia seguinte como o primeiro single promocional do disco na iTunes Store e Amazon.

## Lançamento e promoção
Lady Gaga confirmou a faixa como segundo single a 10 de Outubro de 2013 através da sua conta no Twitter.
A 22 de Outubro de 2013, Gaga anunciou que, devido ao seu enorme sucesso na iTunes Store, seria "Do What U Want" o segundo foco de promoção do disco, substituindo "Venus" e tornado-o no primeiro single promocional. Três dias depois, Gaga divulgou quatro capas de arte individuais, que foram fotografadas por Steven Klein, sendo uma com Gaga nua em um banheiro com uma coisa estranha tampando sua boca, uma segunda arte com um morcego morto, uma terceira arte onde mostra Gaga nua com um corte na parte inferior e um escorpião em seu rosto, e a última imagem onde Gaga é mesclada por cores e novamente, um escorpião em seu rosto.  Como parte da sua promoção, a artista interpretou ao vivo a música na discoteca londrina G-A-Y, e no dia seguinte, no programa televisivo britânico The X Factor, juntamente com "Do What U Want" neste último.

## Recepção da crítica
Após o seu lançamento, "Venus" recebeu críticas geralmente positivas. Amy Sciarretto, do sítio PopCrush, deu três estrelas e meia de cinco possíveis, afirmando que a canção era a mais "simples" e "vintage de Gaga". Sciarretto também observou que Artpop provavelmente seria mais parecido com The Fame Monster do que com Born This Way.

## Desempenho nas tabelas musicais

### Posições
| Tabela musical (2013)                    | Melhor posição |
| ---------------------------------------- | -------------- |
| Alemanha - Media Control AG              | 35             |
| Austrália - ARIA Singles Chart           | 31             |
| Áustria - Ö3 Austria Top 75              | 36             |
| Bélgica - Ultratop 50 (Flandres)         | 22             |
| Bélgica - Ultratop 50 (Valónia)          | 11             |
| Canadá - Canadian Hot 100                | 19             |
| Coreia do Sul - Gaon International Chart | 5              |
| Dinamarca - Tracklisten                  | 23             |
| Espanha - PROMUSICAE                     | 1              |
| Estados Unidos - Billboard Hot 100       | 32             |
| Finlândia - Suomen virallinen lista      | 3              |
| França - SNEP                            | 9              |
| Grécia - Greece Digital Songs            | 2              |
| Hungria - Single Top 10                  | 1              |
| Irlanda - IRMA                           | 13             |
| Itália - FIMI                            | 7              |
| Japão - Japan Hot 100                    | 37             |
| Nova Zelândia - NZ Top 40 Singles        | 20             |
| Países Baixos - Mega Single Top 100      | 30             |
| Portugal - Portugal Digital Songs        | 8              |
| Suíça - Schweizer Hitparade              | 18             |

## Histórico de lançamento
| País           | Data                  | Formato          | Editora discográfica |
| -------------- | --------------------- | ---------------- | -------------------- |
| Alemanha       | 28 de Outubro de 2013 | Descarga digital | Interscope           |
| Espanha        | 28 de Outubro de 2013 | Descarga digital | Interscope           |
| Estados Unidos | 28 de Outubro de 2013 | Descarga digital | Interscope           |
| França         | 28 de Outubro de 2013 | Descarga digital | Interscope           |
| Itália         | 28 de Outubro de 2013 | Descarga digital | Universal Music      |
| Reino Unido    | 28 de Outubro de 2013 | Descarga digital | Polydor              |